# 울트라 프라임
울트라 프라임(Ultra Prime)은 중화인민공화국의 리그 오브 레전드 프로게임단이다.

## 연혁
- 2019년 12월 11일 : eStar Gaming 창단
- 2021년 3월 28일 : 넨킹 인수 및 Ultra Prime으로 팀명 변경

## 소속 선수
- 감독 : 장위
- 코치 : 예웨이잔 장위빈

| 이름       | 소환사명 | 포지션  | 비고 |
| ---------- | -------- | ------- | ---- |
| 장싱란     | Zoom     | 탑      |      |
| 왕허융     | Hery     | 탑      |      |
| 장솨이     | zs       | 탑      |      |
| 양즈하오   | H4cker   | 정글    |      |
| 위안청웨이 | Cryin    | 미드    |      |
| 자오자하오 | Elk      | AD 캐리 |      |
| 류자하오   | ShiauC   | 서포터  |      |
| 천이칭     | Miaoniu  | 서포터  |      |

## 주요 성적
- 2021 리그 오브 레전드 프로리그 서머 15위
- 네스트 2021 조별 리그 3위
- 데마시아 컵 2021 8강
- 2022 리그 오브 레전드 프로리그 스프링 12위
- 2022 리그 오브 레전드 프로리그 서머 15위

## 같이 보기
- 리그 오브 레전드 프로리그(LPL)